# Rally Princesa de Asturias de 2020
El Rally Princesa de Asturias de 2020 oficialmente 57.º Rally Princesa de Asturias-Ciudad de Oviedo, fue la edición 57.ª, la tercera ronda del temporada 2020 del Campeonato de España de Rally, la quinta de la Iberian Rally Trophy, del campeonato asturiano y la tercera de la Peugeot Rally Cup Ibérica, la Dacia Sandero, la Beca Júnior R2 y la Clio Trophy. Contó con un itinerario de ocho tramos sobre asfalto que sumaban un total de 121,96 km cronometrados.

## Itinerario
| Día   | Tramo | Nombre        | Distancia | Hora  | Ganador             | Tiempo  | Líder               |
| ----- | ----- | ------------- | --------- | ----- | ------------------- | ------- | ------------------- |
| Día 1 | TC1   | Morcín        | 14,16 km  | 08:00 | José Antonio Suárez | 7:27.9  | José Antonio Suárez |
| Día 1 | TC2   | Llanera (TC+) | 15,93 km  | 09:02 | José Antonio Suárez | 9:52.3  | José Antonio Suárez |
| Día 1 | TC3   | Morcin        | 14,16 km  | 11:30 | José Antonio Suárez | 7:21.7  | José Antonio Suárez |
| Día 1 | TC4   | Llanera       | 15,93 km  | 12:32 | José Antonio Suárez | 9:53.2  | José Antonio Suárez |
| Día 1 | TC5   | Nava          | 15,32 km  | 16:00 | José Antonio Suárez | 9:21.4  | José Antonio Suárez |
| Día 1 | TC6   | Colunga       | 15,57 km  | 16:40 | José Antonio Suárez | 10:11.9 | José Antonio Suárez |
| Día 1 | TC7   | Nava          | 15,32 km  | 20:10 | José Antonio Suárez | 9:30.8  | José Antonio Suárez |
| Día 1 | TC8   | Colunga       | 15,57 km  | 20:50 | Iván Ares           | 10:14.0 | José Antonio Suárez |

## Clasificación final
| Pos. | Piloto              | Copiloto             | Automóvil              | Tiempo    | Diferencia |
| ---- | ------------------- | -------------------- | ---------------------- | --------- | ---------- |
| 1.   | José Antonio Suárez | Alberto Iglesias Pin | Škoda Fabia Rally2 evo | 1:14:02.6 | 0.0        |
| 2.   | Pepe López          | Borja Rozada         | Citroën C3 R5          | 1:14:55.2 | +52.6      |
| 3.   | Iván Ares           | José Antonio Pintor  | Hyundai i20 R5         | 1:15:00.1 | +57.5      |
| 4.   | Efrén Llarena       | Sara Fernández       | Citroën C3 R5          | 1:16:12.0 | +2:09.4    |
| 5.   | Surhayen Pernía     | Eduardo González     | Hyundai i20 R5         | 1:16:43.2 | +2:40.6    |
| 6.   | Óscar Palacio       | Enrique Velasco      | Ford Fiesta Rally2     | 1:17:05.9 | +3:03.3    |
| 7.   | Javier Pardo        | Adrián Fernández     | Suzuki Swift R4LLY S   | 1:19:44.6 | +5:42.0    |
| 8.   | Alejandro Cachón    | Jandrín              | Peugeot 208 Rally4     | 1:20:04.4 | +6:01.8    |
| 9.   | Josep Bassas Mas    | Axel Coronado        | Peugeot 208 Rally4     | 1:20:22.0 | +6:19.4    |
| 10.  | Álvaro Muñiz        | Javier Martínez      | Peugeot 208 Rally4     | 1:20:31.4 | +6:28.8    |